# Monique Simard
Pour les articles homonymes, voir Simard.
Monique Simard, née le 19 février 1950 à Montréal, est une gestionnaire culturelle, productrice, scénariste, femme politique et syndicaliste québécoise.
Première vice-présidente de la Confédération des syndicats nationaux de 1983 à 1991, elle travaille à la radio et à la télévision de 1991 à 1994, et est députée à l'Assemblée nationale du Québec de la circonscription de La Prairie de 1996 à 1998 sous la bannière du Parti québécois.

## Biographie
Née le 19 février 1950 à Montréal, Monique Simard fait des études en science politique et en histoire à l'Université du Québec à Montréal. Elle travaille à la Confédération des syndicats nationaux (CSN) comme négociatrice à la Fédération des affaires sociales de 1973 à 1976 et à la Fédération des travailleurs du papier et de la forêt de 1976 à 1979. Elle est responsable du dossier de la condition féminine à la CSN de 1979 à 1983 et devient première vice-présidente de la CSN de 1983 à 1991. Elle a notamment défendu dès les années soixante-dix les dossiers de l'équité salariale, des congés parentaux payés, l'établissement d'un réseau de garderies public et le droit à l'avortement.
De 1991 à 1994, elle anime, commente et analyse des émissions à la radio et à la télévision.

### Carrière politique
En 1994, Monique Simard se porte candidate du Parti québécois dans la circonscription de Bertrand. Elle est défaite par 146 voix par le libéral Robert Thérien. Par la suite, elle agit à titre de directrice générale du Parti québécois d'octobre 1994 à février 1996. Elle se présente à nouveau en 1996 dans la circonscription de La Prairie lors de l'élection partielle destinée à combler le siège laissé vacant par la démission de Denis Lazure. Le 19 février 1996, elle est élue députée à l'Assemblée nationale du Québec.
Après avoir reçu un constat d'effraction du Directeur général des élections du Québec le 12 avril 1996, elle se retire du caucus de son parti. Mais, après son acquittement en cour le 25 septembre 1996, elle revient au caucus. Le 5 avril 1998, elle annonce sa démission effective le 1er mai suivant.

### Carrière cinématographique
De 1997 à 2007, elle œuvre à titre de productrice aux Productions Virage, maison de production fondée par son mari Marcel Simard, décédé en 2010. Elle produit et co-produit plus de 70 documentaires et quelques séries dont plusieurs ont été primés. Elle représente le documentaire au Conseil d'administration de l'Association des producteurs de films et de télévision du Québec (APFTQ, ancêtre de l'AQPM) pendant 8 ans et préside le Conseil d'administration de la Cinémathèque québécoise de 2002 à 2004.
Elle est membre fondateur de l’Observatoire du documentaire. Elle est membre du comité canadien aviseur des politiques du documentaire et membre du conseil d’administration des Rencontres internationales du documentaire de Montréal.

### ONF
De 2008 à 2013, Monique Simard est directrice du programme français de l'Office national du film du Canada (ONF).

### SODEC
Le 4 décembre 2013, elle est nommée présidente et cheffe de la direction de la Société de développement des entreprises culturelles du Québec (SODEC). En janvier 2014, elle annonce que la SODEC entreprendra un virage numérique important. Elle termine son mandat en 2018. 

### Autres mandats
En 2018, Monique Simard est nommée membre du Groupe d'examen du cadre législatif en matière de radiodiffusion et de télécommunications et elle signe le rapport Yale.
En 2018, elle est nommée présidente du conseil d'administration du Fond Québecor.
En 2019, elle est nommée présidente du conseil d'administration de la Vitrine culturelle.

### Partenariat du Quartier des spectacles et engagements publics
Le 17 septembre 2019, elle succède à Jacques Primeau à la présidence du conseil d’administration du Partenariat du Quartier des spectacles, un organisme à but non lucratif qui veille à l'animation du Quartier des spectacles.
Régulièrement, Monique Simard prend part à des jurys au sein de différents festivals de films basés au Québec, au Canada, mais aussi à l'étranger. En mars 2022, elle siège par exemple sur le jury de la réalité virtuelle au Luxembourg City Film Festival qui fête alors sa 11e édition. À Montréal, au mois de novembre 2022, elle se joint au jury de la compétition Visages de la francophonie du Festival de films francophones Cinemania qui fête alors sa 28e édition. Ce jury était notamment co-présidé par l'actrice québécoise Pascale Bussières et le cinéaste français Cédric Klapisch.

### Groupe de travail sur l'avenir de la production télévisuelle et cinématographique québécoise
En 2024, elle est nommée coprésidente du groupe de travail sur l'avenir de la production télévisuelle et cinématographique québécoise.

## Distinctions
Elle a reçu plusieurs hautes distinctions, dont : 
- Commandeure de l'Ordre des Arts et des Lettres de la République française (2017) ;
- Prix Hommage de Montréal centre-ville (2021) ;
- Grand Prix Réalisations du Réseau des femmes d’affaires du Québec (2022) ;
- Prix Hommage NUMIX décerné à une personnalité qui s'est illustré dans le milieu de la création numérique (2023) ;
- Nommée gouverneure de l'Ordre de Montréal (2024).
- Officière de l'Ordre national du Québec (2025)